# Staurogyne sandakanica
Staurogyne sandakanica är en akantusväxtart som beskrevs av Cornelis Eliza Bertus Bremekamp. Staurogyne sandakanica ingår i släktet Staurogyne och familjen akantusväxter. Inga underarter finns listade i Catalogue of Life.